# Пуртсеська сільська рада
Пу́ртсеська сільська рада (ест. Purtse külanõukogu, рос. Пуртсеский сельский совет) — сільська рада в Естонській РСР, адміністративно-територіальна одиниця в складі повіту Вірумаа (1945—1949), Йигвіського повіту (1949—1950) та Ківіиліського району (1950—1954).

## Населені пункти
Сільській раді підпорядковувалися населені пункти: села: Пуртсе (Purtse), Пуртсе-Лійва (Purtse-Liiva), Пуртсе-Ууекюла (Purtse-Uueküla), Ліймала (Liimala), Пуртсе-Матка (Purtse-Matka), Кирккюла (Kõrkküla), Кооґу (Koogu), Кестла (Kestla), Кестла-Ойду (Kestla-Oidu), Кестла-Агу (Kestla-Ahu) та поселення Пуртсе (Purtse asundus).

## Історія
13 вересня 1945 року на території волості Люґанузе у Віруському повіті утворена Пуртсеська сільська рада з центром у селі Пуртсе.
25 лютого 1949 року сільрада разом з волостю Люґанузе відокремлена від повіту Вірумаа, ставши складовою частиною утвореного повіту Йигвімаа.
26 вересня 1950 року, після скасування в Естонській РСР повітового та волосного поділу, сільська рада ввійшла до складу новоутвореного Ківіиліського сільського району.
17 червня 1954 року в процесі укрупнення сільських рад Естонської РСР Пуртсеська сільська рада ліквідована, а її територія склала північну частину Люґанузеської сільської ради.